# スケディオス
スケディオス（古希: Σχέδιος, Schedios）は、ギリシア神話の人物。
- イーピトスの子（以下に説明）。
- ペリメーデースの子[1]。
- ペーネロペーの求婚者の1人[2]。

スケディオス（Σχέδιος, Schedios）は、ギリシア神話の人物である。ナウボロスの子イーピトスとヒッポリュテーの子で、エピストロポスと兄弟。スケディオスはポーキス地方の都市パノペウスの王で、スケディオスがこの地を支配したのはボイオーティア地方の攻撃から国を守るためであった。
スケディオスはエピストロポスとともにヘレネーに求婚者し、後のトロイア戦争ではギリシアの武将としてポーキスの軍勢40隻を率いて参加した。アルゴスの軍勢30隻をスケディオスが、エピストロポスが10隻を率いたともいわれる。しかし、パトロクロスの遺体をめぐる戦いで、ヘクトールに討たれた。戦後、スケディオスの遺骨はポーキス地方に持ち帰られたという。